# David Arenas Torres
David Arenas Torres, conocido como David Torres, (n. Alicante, 16 de junio de 1986) es un futbolista español que juega en la demarcación de delantero en el Callosa Deportiva CF de la Regional Preferente de la Comunidad Valenciana.

## Biografía
Se formó en la cantera del desaparecido Alicante C.F. debutando (tras un breve paso por el filial) con el primer equipo en 2ªB de la mano del técnico José Bordalás en la victoria 2-1 del conjunto celeste sobre la S. D. Huesca el 31 de octubre de 2004. En aquella época varios jugadores de la cantera alicantina como David Torres empezaron a formar parte de la primera plantilla, tales como Álvaro García o Vicente Pagán.
En la temporada 2006-2007, tras jugar 20 partidos en 2 temporadas en el Alicante C.F., fichó por el Real Murcia C.F. Imperial (3ª), consiguiendo en la temporada 2008-2009 el ascenso a 2ªB.
Abandonó el filial pimentonero para recalar en el Ontinyent C.F. (2ªB) donde fue uno de los protagonistas (después de una primera temporada discreta) de una de las mejores temporadas de la historia reciente del club al quedarse a las puertas de 2ª División tras perder (3-2) en último minuto del tiempo añadido frente al A.D. Alcorcón en un polémico encuentro.
Tras jugar una temporada en la A.D. Ceuta (2ªB) y otra media temporada en el Albacete B. (2ªB) le llegó la oportunidad de jugar en 2ª División al fichar en el mercado de invierno de la temporada 2011-2012 por el C.D. Alcoyano. Su debut se produjo en Los Pajaritos con David Porras en el banquillo en la derrota del club valenciano 2-0 frente al C.D. Numancia. Continuó en el equipo tras el descenso a 2ªB siendo en la temporada 2012-2013 pichichi del Deportivo con 14 goles.
Sus buenos números no fueron ignorados permitiéndole fichar por el F.C. Platanias (Superliga de Grecia) en el verano de 2013. Su experiencia griega duró dos temporadas donde anotó 18 goles en 63 partidos, destacando sobre todo la primera temporada anotando 11 goles en liga. En la temporada 2015-2016 fue fichado por su técnico en el Alicante C.F. José Bordalás para su nuevo proyecto en el Deportivo Alavés (2ª), donde logró el ascenso a 1ª División, aunque apenas tuvo protagonismo a lo largo de la temporada. Por ello, finalizado su contrato con el Glorioso firmó por el C.D. Alcoyano (2ªB), formando con Manuel Gato una dupla de ataque efectiva.
Tras rescindir su contrato con el CD Alcoyano, el 26 de enero de 2018 se confirmó su fichaje por el Hércules CF hasta junio de 2019.
El 9 de agosto de 2018, es despedido del Hércules CF y acaba recalando en el Ontinyent CF. El jugador se marcha del Hércules tras haber disputado 14 partidos oficiales, en los que sólo anotó un gol ante el Deportivo Aragón, en el debut de Visnjic en el banquillo.

## Clubes
| Club                      | País   | Año       | Partidos | Goles |
| ------------------------- | ------ | --------- | -------- | ----- |
| Alicante C.F.             | España | 2004-2006 | 20       | 0     |
| Real Murcia C.F. Imperial | España | 2006-2008 | 2        | 0     |
| Ontinyent C.F.            | España | 2008-2010 | 63       | 15    |
| A.D. Ceuta                | España | 2010-2011 | 30       | 5     |
| Albacete Balompié         | España | 2011-2012 | 20       | 6     |
| C.D. Alcoyano             | España | 2012-2013 | 23       | 17    |
| F.C. Platanias            | Grecia | 2013-2015 | 62       | 18    |
| Deportivo Alavés          | España | 2015-2016 | 6        | 0     |
| C.D. Alcoyano             | España | 2016-2018 | 59       | 14    |
| Hércules CF               | España | 2018      | 14       | 1     |
| Ontinyent CF              | España | 2018-2019 | 25       | 9     |
| Salamanca CF UDS          | España | 2019      | 6        | 2     |
| CF La Nucía               | España | 2019      | 1        | 1     |
| CF Intercity              | España | 2019-2021 | 50       | 11    |
| Orihuela CF               | España | 2021-2022 | 32       | 11    |
| Callosa Deportiva CF      | España | 2022-     | 32       | 12    |